# 5e division d'infanterie (Corée du Nord)
Pour les articles homonymes, voir 5e division.
La 5e division d'infanterie de Corée du Nord est une division de l'armée populaire de Corée créée en juillet 1949. Elle participa à la Guerre de Corée.